# Tucacas
Tucacas ist ein Dorf im Bundesstaat Falcón, Venezuela, Verwaltungssitz des Municipios Silva. Hier befindet sich ein Teil des Nationalparks Morrocoy.

## Geschichte
Der spanische Conquistador Alonso de Ojeda erreichte diese Region mit Vespucci und Juan de la Cosa am 6. August 1499. Sie wurde zu einem Lieblingsort für Schmuggler und Piraten.

## Wirtschaft

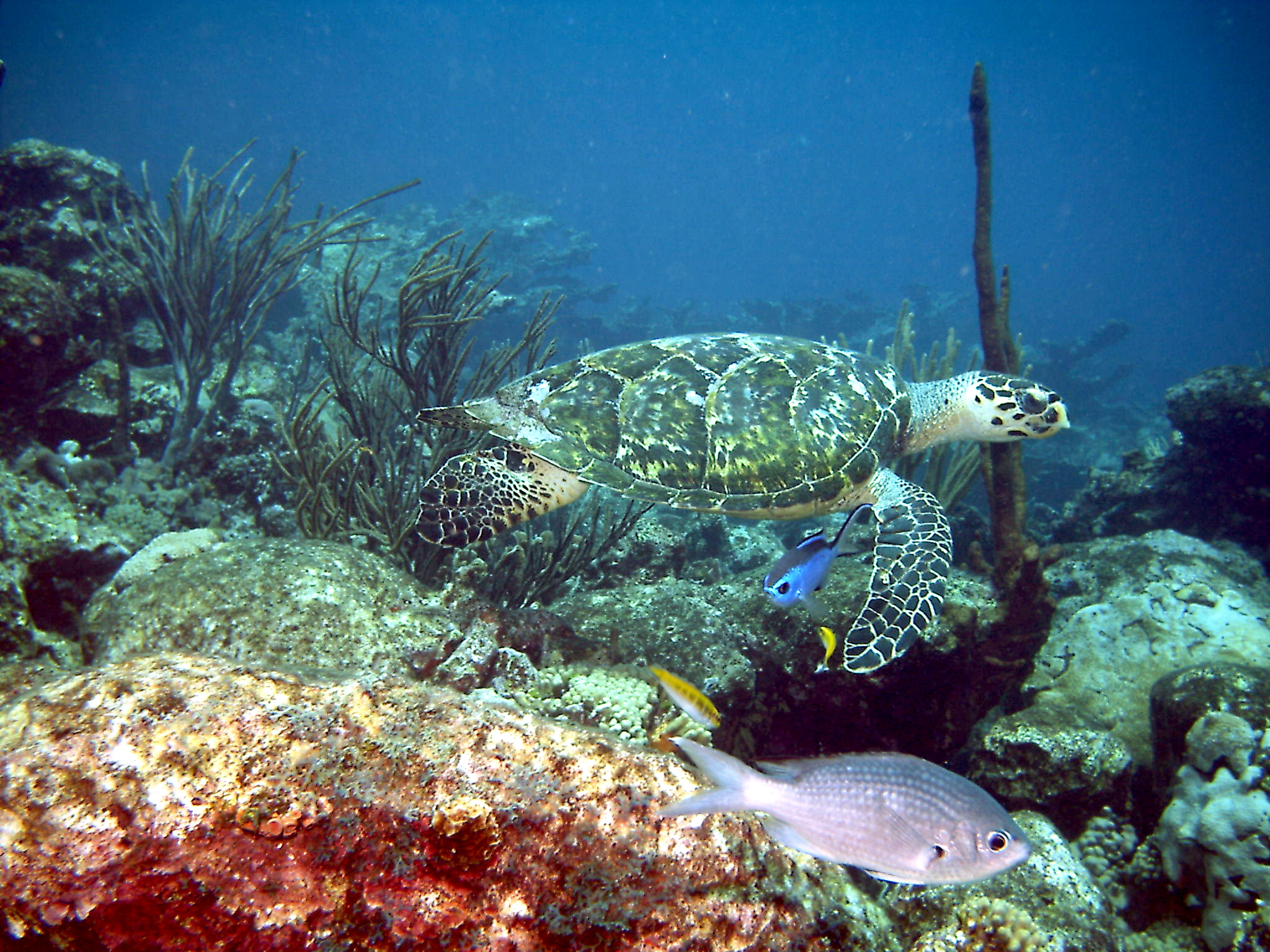
Carey-Schildkröte im Nationalpark Morrocoy

Der bei weitem wichtigste Wirtschaftsfaktor ist der Tourismus. Der Strom von Touristen und der unkontrollierte Anbau führen jedoch zur Zerstörung der Umwelt.